# تيدي ستوفر
تيدي ستوفر هو عازف ساكسفون وعازف الجاز وموزع ومالك ملهى ليلي ‏ وممثل سويسري، ولد في 2 مايو 1909 بمورتين في سويسرا، وتوفي في 27 أغسطس 1991 بأكابولكو في المكسيك.

## وصلات خارجية
- تيدي ستوفر على موقع IMDb (الإنجليزية)
- تيدي ستوفر على موقع ميوزك برينز (الإنجليزية)
- تيدي ستوفر على موقع ديسكوغز (الإنجليزية)
- تيدي ستوفر على موقع قاعدة بيانات الفيلم (الإنجليزية)
- تيدي ستوفر على موقع كينوبويسك (الروسية)